# Twilight of the Gods (televisieserie)
Twilight of the Gods is een Amerikaanse animatieserie voor volwassenen, gebaseerd op de Noorse mythologie. De serie werd geproduceerd door The Stone Quarry en Xilam Animation en ging in première op 19 september 2024 op de streamingdienst Netflix.

## Verhaal
In een klein dorp staan een Vikingkoning en -koningin op het punt hun huwelijk te vieren. Op de bruiloft vindt een tragische gebeurtenis plaats, waarna Sigrid (de bruid) wraak wil nemen. Ze verzamelt een groep, waaronder een ziener en een dwerg, en gaat op reis om de god te vinden en wraak op hem te nemen.

## Stemverdeling
| Acteur                  | Personage     |
| ----------------------- | ------------- |
| Sylvia Hoeks            | Sigrid        |
| Stuart Martin           | Leif          |
| Pilou Asbæk             | Thor          |
| John Noble              | Odin          |
| Paterson Joseph         | Loki          |
| Rahul Kohli             | Egill         |
| Jamie Clayton           | The Seid-Kona |
| Kristofer Hivju         | Andvari       |
| Peter Stormare          | Ulfr          |
| Jamie Chung             | Hel           |
| Lauren Cohan            | Inge          |
| Corey Stoll             | Hrafnkel      |
| Birgitte Hjort Sørensen | Hervor        |
| Jessica Henwick         | Sandraudiga   |
| Ólafur Darri Ólafsson   | Tiwaz         |
| Hakeem Kae-Kazim        | Baldr         |
| Anya Chalotra           | Sif           |
| Paget Brewster          | Jarnglumra    |
| Tove Lo                 | Jörmungandr   |

## Afleveringen
| Afl. | Titel                         | Regie                         | Scenario                        | Originele releasedatum |
| 1    | "The Bride–Price"             | Zack Snyder                   | Eric Carrasco                   | 19 september 2024      |
| 2    | "Heretic Spear"               | Jay Oliva                     | Caitlin Parrish                 | 19 september 2024      |
| 3    | "You Will Gladden His Ravens" | Tim Divar & Andrew Tamandl    | Peter Aperlo                    | 19 september 2024      |
| 4    | "The Worm"                    | Dave Hartman & Andrew Tamandl | Eric Carrasco & Caitlin Parrish | 19 september 2024      |
| 5    | "The Scapegoat God"           | Tim Divar & Andrew Tamandl    | Peter Aperlo                    | 19 september 2024      |
| 6    | "Now Hear Of..."              | Dave Hartman & Andrew Tamandl | Eric Carrasco & Caitlin Parrish | 19 september 2024      |
| 7    | "If I Had a Hammer"           | Jay Oliva                     | Caitlin Parrish & Peter Aperlo  | 19 september 2024      |
| 8    | "Song of Sigrid"              | Zack Snyder                   | Eric Carrasco                   | 19 september 2024      |

## Productie
In juli 2019 werd bekendgemaakt dat Zack Snyder en Jay Oliva een animatieserie voor Netflix zouden maken, gebaseerd op de Noorse mythologie. In juni 2021 werd de titel van de serie Twilight of the Gods en de stemacteurs aangekondigd, waaronder de stemmen van Sylvia Hoeks, Stuart Martin, Rahul Kohli, Jamie Clayton, Kristofer Hivju, Peter Stormare, Jamie Chung en Corey Stoll.
In juni 2024 werd bekendgemaakt dat Hans Zimmer de muziek voor de serie zal componeren.